# Ordre de la famille royale d'Édouard VII
L'ordre de la famille royale d'Édouard VII (en anglais : Royal Family Order of Edward VII) est une ancienne distinction honorifique décernée aux membres féminins de la famille royale britannique par le roi Édouard VII.

## Description
Le ruban de l'ordre de la famille royale d'Édouard VII se compose (en partant de l'extérieur) d'une bande rouge, presque deux fois plus petite que la bande centrale, d'une fine bande dorée, environ un cinquième de la bande rouge, et d'une bande bleue, presque deux fois plus grande que la bande rouge. Le motif rouge et or se reflète des deux côtés.

## Récipiendaires
- La reine Alexandra (épouse d'Édouard VII)[2]
- La princesse de Galles (belle-fille d'Édouard VII)
- La princesse Louise, duchesse de Fife (fille d'Édouard VII)
- La princesse Victoria du Royaume-Uni (fille d'Édouard VII)
- La princesse Maud, princesse Charles de Danemark (fille d'Édouard VII)
- La princesse Helena, princesse Christian de Holstein-Sonderbourg-Augustenbourg (sœur d'Édouard VII)
- La princesse Louise, duchesse d'Argyll (sœur d'Édouard VII)
- La princesse Béatrice, princesse Henri de Battenberg (sœur d'Édouard VII)
- La duchesse douairière de Saxe-Cobourg-Gotha (belle-sœur d'Édouard VII)
- La duchesse de Connaught et Strathearn (belle-sœur d'Édouard VII)
- La duchesse douairière d'Albany (belle-sœur d'Édouard VII)